# غواصة يو بي-21
يو بي-21 غواصة ألمانية من فئة يو بي2 خدمت في البحرية الإمبراطورية الألمانية خلال الحرب العالمية الأولى. تم طلب الغواصة في 30 أبريل 1915 وتم إطلاقها في 26 سبتمبر 1915. تم تكليفها في البحرية الإمبراطورية الألمانية في 20 فبراير 1916 باسم يو بي-21. أغرقت الغواصة 33 سفينة في 26 دورية ليصبح المجموع 36764 طن إجمالي. سلمت لبريطانيا وفقًا لمتطلبات الهدنة مع ألمانيا، وأغرقت في عام 1920 في شرق سولنت.